# Сланцы Бёрджес
Сланцы Бёрджес, Сланцы Бёрджесс-Шейл, Берджесские сланцы (англ. Burgess Shale) — уникальная горная формация на склонах гор Стивен и Бёрджесс в национальном парке Йохо в канадской части Скалистых гор на территории провинции Британская Колумбия. Это одно из богатейших в мире мест палеонтологических находок и лучшее в своём роде кембрийского периода. Содержит множество окаменелостей, некоторые ископаемые имеют аналоги среди ныне живущих организмов.

## История открытия
Ископаемые остатки в бёрджесских сланцах впервые обнаружил палеонтолог Чарльз Дулитл Уолкотт в 1909 году в конце своего полевого сезона. В 1910 году он вернулся туда вместе с сыном и начал раскопки около местности, получившей название Хребет Ископаемых (Fossil Ridge). Он возвращался на раскопки каждый год вплоть до 1924 года; к тому времени, когда ему исполнилось уже 74 года, он обнаружил более 65 тысяч образцов. Описанием этих образцов Уолкотт был занят до самой своей смерти в 1927 году. Ошибкой Уолкотта было то, что он пытался поместить все ископаемые остатки в известные к тому времени таксоны, и многие из них выглядели курьёзами. Лишь в 1962 году произошёл фундаментальный пересмотр классификации бёрджесских фоссилий, которую провёл Альберто Симонетта. Это привело к новому взрыву интереса к местности, так как выяснилось, что многие открытые организмы представляют собой нечто новое, ранее неизвестное.

## Общая характеристика
Является частью формации Стивен (Stephen Formation). Имеет мощность около 160 м. Длина около 50 км. Состоят из чёрного и темно-серого менилитовых и глинистого сланца, которые образуют слои со средней толщиной 30 мм. Эти морские отложения образовались у подножья подводной известняковой скалы. Во время орогенеза в позднем меловом периоде они были подняты на высоту около 2500 метров над уровнем моря.
Название сланца происходит от имени местного губернатора, жившего в XIX столетии, как и перевал Бёрджесс, связывающий город Филд с каменоломней

## Биота
Сланцы Бёрджес — первое из известных крупных захоронений кембрийского периода. Количество обнаруженных в формации палеонтологических остатков настолько велико, что в обиход вошёл термин «фауна сланцев Бёрджес». Среди ископаемых сланцев Бёрджес наиболее распространены членистоногие, однако многие из них необычны и с трудом поддаются классификации.
Фауна (более 140 таксонов) в основном представлена различными членистоногими: Marrella, Canadaspis, Olenoides, также присутствуют губки — Choia, приапулиды — Ottoia, морские перья — Thaumaptilon, онихофоры: Hallucigenia и Aysheaia, кольчатые черви — Canadia; Eldonioidea — Dinomischus, организмы неясного систематического положения, например, Wiwaxia и Siphusauctum. Также найдены древнейшие фоссилии хордовых: Pikaia и Metaspriggina.